# Gornji Škrnik
Gornji Škrnik – wieś w Chorwacji, w żupanii krapińsko-zagorskiej, w gminie Zagorska Sela. W 2011 roku liczyła 55 mieszkańców.